# Aldo Fiorelli
Aldo Fiorelli (Calenzano, 8 maggio 1915 – Roma, 4 ottobre 1983) è stato un attore italiano.

## Biografia
Dopo il diploma in recitazione, ottenuto nel 1937 al Centro Sperimentale di Cinematografia, esordì al cinema ne La vedova diretto da Goffredo Alessandrini.
Durante la sua ventennale carriera interpretò circa trenta film.
Nel dopoguerra, però, le sue apparizioni divennero sempre più sporadiche, ottenendo ruoli di secondo piano o di caratterista. Le sue ultime interpretazioni, sul finire degli anni cinquanta, sono in film storico mitologici, come Le fatiche di Ercole e Saffo, venere di Lesbo.

## Filmografia

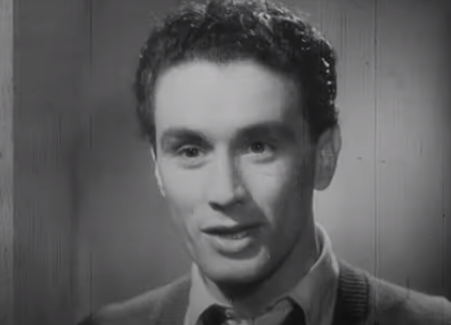
Aldo Fiorelli in L'orizzonte dipinto (1941)

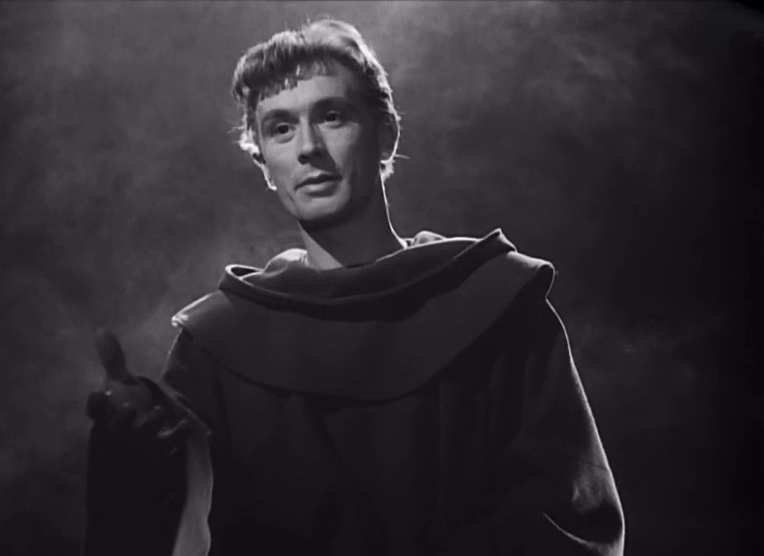
Aldo Fiorelli in Antonio di Padova (1949)

- La vedova, regia di Goffredo Alessandrini (1939)
- La voce senza volto, regia di Gennaro Righelli (1939)
- Processo e morte di Socrate, regia di Corrado D'Errico (1939)
- Batticuore, regia di Mario Camerini (1939)
- Addio, giovinezza!, regia di Ferdinando Maria Poggioli (1940)
- L'ebbrezza del cielo, regia di Giorgio Ferroni (1940)
- Manovre d'amore, regia di Gennaro Righelli (1940)
- Il conte di Bréchard, regia di Mario Bonnard (1940)
- L'assedio dell'Alcazar, regia di Augusto Genina (1940)
- Luna di miele, regia di Giacomo Gentilomo (1941)
- L'orizzonte dipinto, regia di Guido Salvini (1941)
- Margherita fra i tre, regia di Ivo Perilli (1942)
- Oro nero, regia di Enrico Guazzoni (1942)
- Incontri di notte, regia di Nunzio Malasomma (1943)
- L'usuraio, regia di Harry Hasso (1943)
- Tre ragazze cercano marito, regia di Duilio Coletti (1944)
- Vivere ancora, regia di Francesco De Robertis (1945)
- Natale al campo 119, regia di Pietro Francisci (1947)
- La figlia del peccato, regia di Armando Grottini (1949)
- Napoli eterna canzone, regia di Silvio Siano (1949)
- Antonio di Padova, regia di Pietro Francisci (1949)
- Cuori sul mare, regia di Giorgio Bianchi (1950)
- Le meravigliose avventure di Guerrin Meschino, regia di Pietro Francisci (1952)
- La regina di Saba, regia di Pietro Francisci (1952)
- Dramma sul Tevere, regia di Tanio Boccia (1952)
- Il sacco di Roma, regia di Ferruccio Cerio (1953)
- Anna perdonami, regia di Tanio Boccia (1953)
- Il cardinale Lambertini, regia di Giorgio Pàstina (1954)
- Tua per la vita, regia di Sergio Grieco (1955)
- Le fatiche di Ercole, regia di Pietro Francisci (1958)
- Ercole e la regina di Lidia, regia di Pietro Francisci (1959)
- Saffo, venere di Lesbo, regia di Pietro Francisci (1960)

## Doppiatori italiani
- Gualtiero De Angelis in Antonio di Padova, Cuori sul mare, La regina di Saba
- Gianfranco Bellini in Le meravigliose avventure di Guerrin Meschino, Le fatiche di Ercole, Ercole e la regina di Lidia
- Aroldo Tieri in Addio, giovinezza, L'assedio dell'Alcatraz
- Augusto Marcacci in L'ebbrezza del cielo
- Stefano Sibaldi in Margherita fra i tre